# Зубченко, Татьяна Прокофьевна
Татьяна Прокофьевна Зубченко (1917 год — дата смерти неизвестна, село Лайтури, Махарадзевский район, Грузинская ССР) — звеньевая Лайтурского совхоза имени Кирова Министерства сельского хозяйства СССР, Махарадзевский район, Грузинская ССР. Герой Социалистического Труда (1949).

## Биография
Родилась в 1917 году в крестьянской семье в одном из сельских населённых пунктов современной Одесской области. Окончила местную начальную школу. Трудилась в сельском хозяйстве. В послевоенные годы — рабочая Лайтурского совхоза имени Кирова Махарадзевского района (сегодня — Озургетский муниципалитет) с центром в селе Лайтури, директором которого был Шота Спиридонович Гогешвили.
В 1948 году собрала 6120 килограмм чайного листа на участке на участке площадью 0,5 гектара. Указом Президиума Верховного Совета СССР от 5 июля 1949 года удостоена звания Героя Социалистического Труда за «получение высоких урожаев сортового зелёного чайного листа и цитрусовых плодов в 1948 году» с вручением ордена Ленина и золотой медали «Серп и Молот».
Этим же Указом званием Героя Социалистического Труда были также награждены труженики совхоза Александра Тимофеевна Чижова и Татьяна Васильевна Калашникова.
Проживала в селе Лайтури. Дата cмерти не установлена.
Награды
- Герой Социалистического Труда
- Орден Ленина
- Медаль «За трудовую доблесть» (01.09.1951)